# House of Lords Act 1999
House of Lords Act 1999 är en brittisk lag som reglerar medlemskap i House of Lords, det brittiska parlamentets överhus. Syftet med lagen är att personer med pärsvärdighet inte längre ska kunna ärva en plats i parlamentet och att göra nödvändiga justeringar som följer av förändringen. Till följd av lagen minskade antalet ledamöter i House of Lords från 1 330 till 669. Som en kompromiss tillåter lagen nittiotvå pärer att sitta kvar i överhuset tills vidare. I samband med lagens införande gavs också ytterligare tio personer livstids pärsvärdigheter, för att på så sätt låta dem stanna kvar i överhuset. Lagen fick kunglig sanktion av drottning Elizabeth II den 11 november 1999, och trädde i kraft samma dag.

## Bakgrund

### Medeltida ursprung
Överhuset har sina anor i Vilhelm Erövrarens kungliga råd, och som bestod av adelsmän. Ur rådet, och det anglosaxiska Witan växte det engelska parlamentet. Redan på 1300-talet hade parlamentet börjat delas upp i två kamrar. I överhuset samlades dels de andliga lorderna (ärkebiskopar, biskopar, abbotar och priorer), dels de världsliga lorderna, som består av adelsätternas huvudmän, de så kallade pärerna. Från 1400-talet har pärernas medlemskap i överhuset utvecklats till att vara så gott som ärftliga. De är nu indelade i fem värdigheter: hertig (duke), markis (marquess), greve (earl), viscount och baron. Från 1544 används namnet House of Lords för kammaren.

### Modern tid
Under tidigmodern tid sker en rad samhällsförändringar, inklusive det engelska inbördeskriget, som leder till att Englands politiska makt gradvis överförs från kronan till House of Lords. Bildandet av Engelska kyrkan och den efterföljande reduktionen leder till att de andliga lordernas antal minskar kraftigt. Från 1539 är de världsliga lorderna för första gången i majoritet i kammaren.

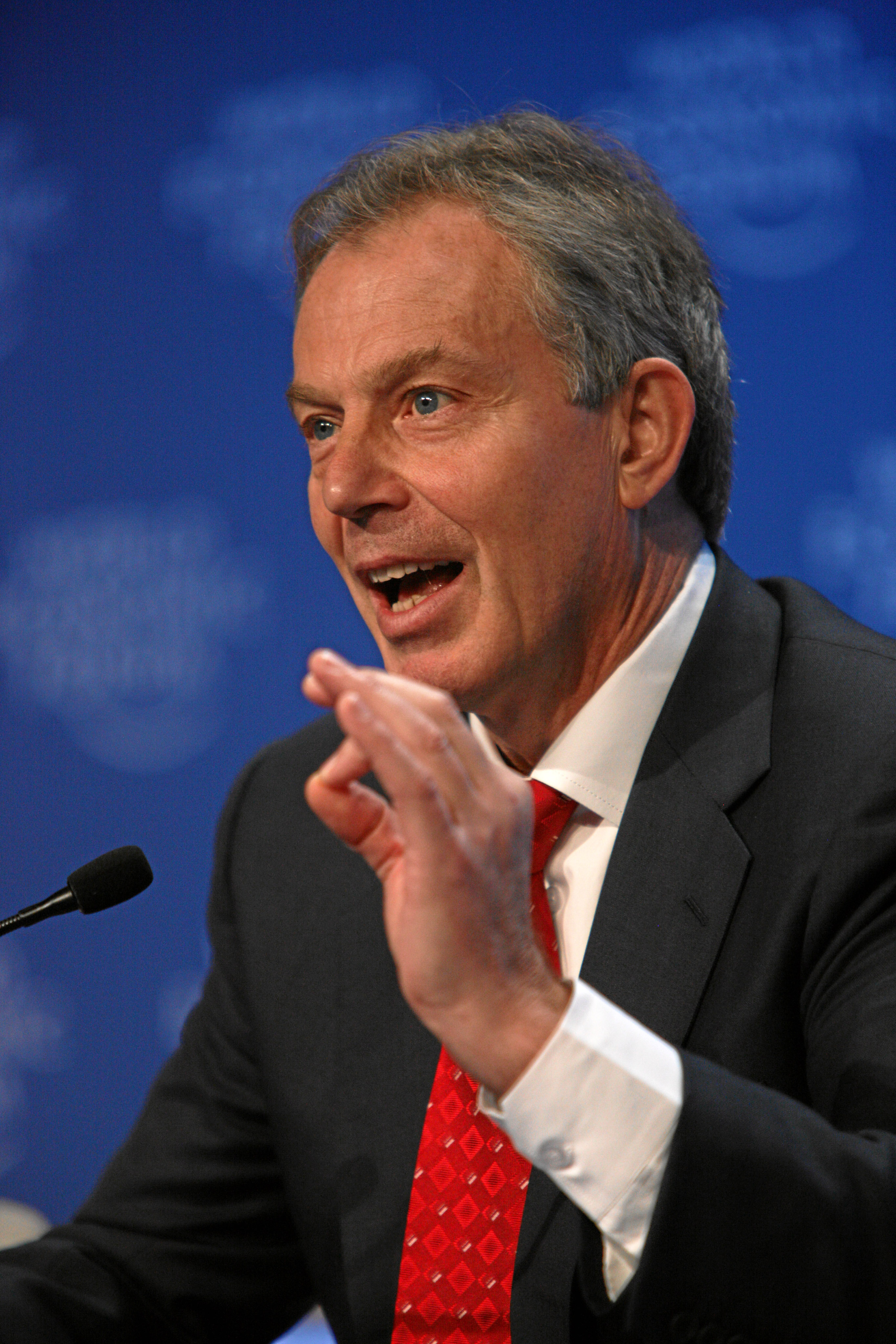
Tony Blair vann valet 1997 och kunde genomföra den reform av parlamentet som Labour lovat.

Under upplysningstiden och industrialismen inleds en ny förskjutning av makten, från lorderna till Underhuset. Under 1800-talet drev det liberala Whigspartiet igenom tre omfattande reformer som innebar minskad patronatsrätt vid parlamentsval, en justering av valkretsarna för att spegla den urbanisering som skett till följd av industrialiseringen, och en kraftig utökning av rösträtten. Men vid 1800-talets slut hade fortfarande bara runt 60 % av männen rösträtt till parlamentet. Först genom 1918 års rösträttslagstiftning fick så gott som alla män, och 40 % av kvinnorna, rösträtt till parlamentet. Allmän och lika rösträtt infördes först 1928.
Demokratiseringen ledde till att överhuset under tidigt 1900-tal förlorade sin rätt att stoppa lagstiftning som föreslagits i underhuset. Underhuset fick också makt att självständigt avgöra alla ärenden som avser uttaxering av skatter eller användning av skattemedel.

### 1990-talet
Efter arton år av konservativ regering vann Labour-partiet under ledning av Tony Blair en jordskredsseger i de allmänna valen 1997. Det var det största nederlaget för de konservativa sedan 1832. I decennier hade Labour gått till val på att avskaffa House of Lords. Men sedan 1992 hade partiet övergivit kraven på en drastisk konstitutionell förändring, och förespråkade i stället en reformering.
Under Blairs första regeringsår skickade överhuset, som dominerades av konservativa pärer, tillbaka lagförslag till underhuset hela 38 gånger. Blair drog nytta av det, och konstaterade att överhusets ledamöter använde sin ärvda makt för att "störa" och "förvränga det demokratiskt valda underhusets vilja". På så sätt sökte han stöd för att genomföra Labours reformlöften, och vid parlamentets öppnande den 24 november 1998 innehöll trontalet skrivningar om att regeringen skulle lägga nya lagförslag på området.

## Lagens innebörd

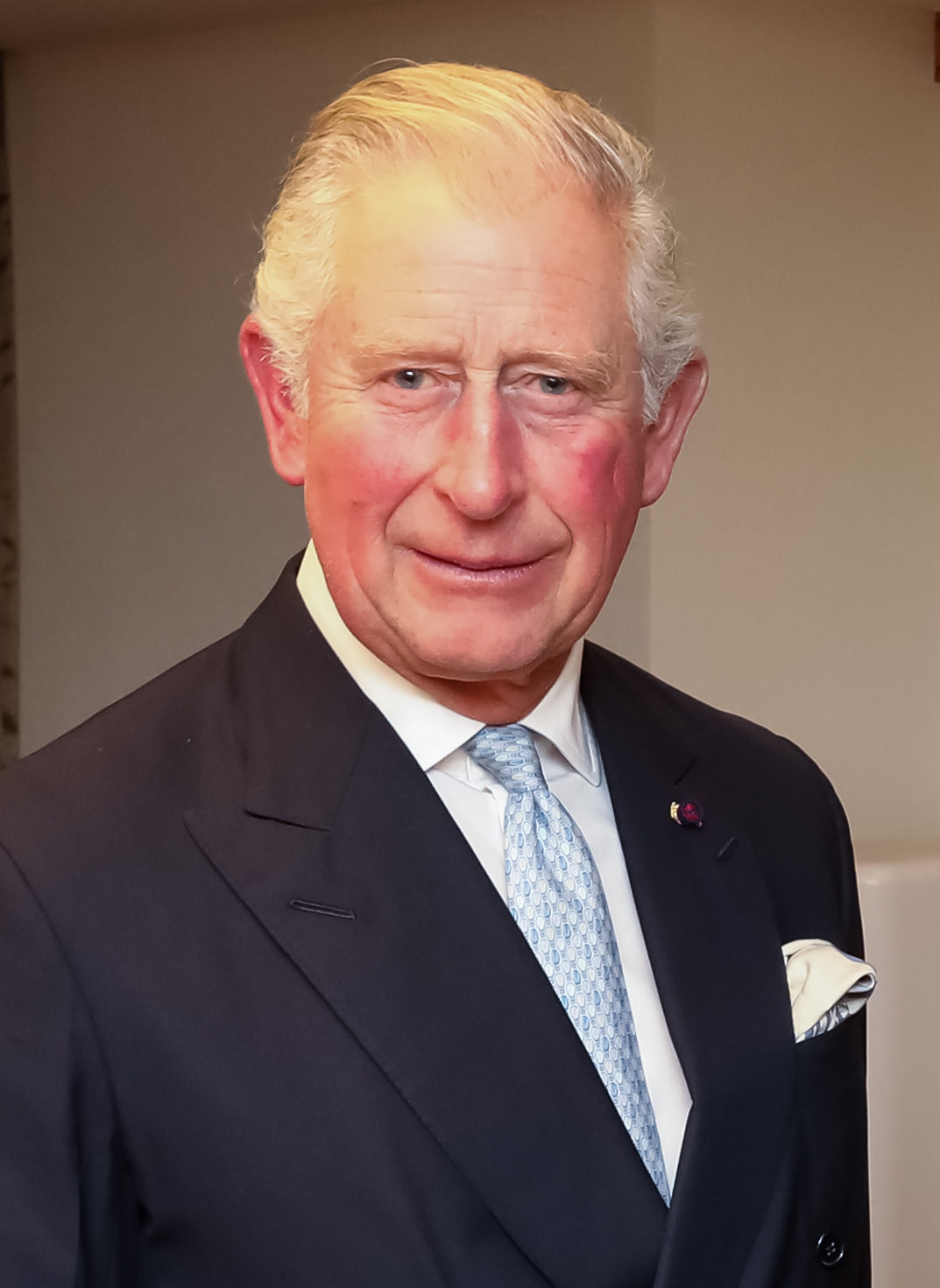
Som adelsmän har kungafamiljen haft rätt att sitta i House of Lords, men Prins Charles (bilden) och de flesta övriga medlemmar av kungafamiljen avstod nu den möjligheten.

House of Lords Act 1999 föreskriver att "Ingen ska vara medlem i House of Lords till följd av att ha ärvt pärsvärdighet."  Därmed uteslöts mer än 600 pärer från möjligheten att sitta i överhuset.
Lagen föreskriver dock att Earl Marshal och Lord Great Chamberlain samt 90 andra pärer, som valts i enlighet med överhusets reglemente, ska undantas. När någon av dessa 92 platser är vakanta, ska överhuset förrätta fyllnadsval.
Lagen undanröjer också det tidigare förbudet för pärer att rösta i val till, kandidera, och tjänstgöra som ledamot av underhuset. Den första pär som vann en plats i underhuset enligt denna nya regel är John Thurso.
Ytterligare några undantag hanterades genom att dela ut nya pärsvärdigheter, så kallade life peerage. Dessa värdigheter, som tilldelas med stöd i 1958 års lagstiftning, ger rätt till säte i överhuset, men är livslånga och kan inte ärvas. Idag består merparten av ledamöterna i överhuset av sådana life peers. Regeringen tilldelade sådana titlar till tre lorder vars ärftliga pärsvärdighet skapats till följd av deras egna meriter, samt till alla då levande, före detta Leaders of the House of Lords. Samma erbjudande gavs också till de kungliga adelsmän som berördes av reformen. Prinsessan Margarets förre make, Antony Armstrong-Jones, 1:e earl av Snowdon, tackade ja. Prins Philip, hertig av Edinburgh; Prins Charles, hertigen av Cornwall och Rothesay; Prins Andrew, hertigen av York; och prins Edward, earl av Wessex avstod att sitta i överhuset.

## Val av pärer

### Val av 90 pärer att kvarstå i överhuset
Inför att lagen fick kungligt samtycke antog överhuset en valordning för val av de 90 pärer som utöver Earl Marshal och Lord Great Chamberlain skulle kvarstå i överhuset. Ordningen innehöll följande valkretsar:
- 2 pärer att väljas av pärer som tillhör Labour
- 3 pärer att väljas av pärer som tillhör Liberaldemokraterna
- 28 pärer att väljas av pärer som tillhör mindre partier eller saknar partitillhörighet (Crossbenchers)
- 42 pärer att väljas av pärer som tillhör Konservativa partiet
- 15 pärer, beredda att tjänstgöra som vice talman och överhusets andra ämbeten, att väljas av överhusets samtliga ledamöter.

Valet av kammarens ämbetsmän hölls den 27 och 28 oktober 1999, medan partigruppernas val hölls den 3 och 4 november. Samma valresultat skulle enligt lagen också användas för att avgöra eventuella fyllnadsval, fram till och med november 2002. Det skedde vid två tillfällen.

### Fyllnadsval efter november 2002
Fyllnadsval har hållits för att fylla lediga platser vid 37 tillfällen mellan 2003 och 2019. Sedan mars 2020 är eventuella fyllnadsval uppskjutna, med anledning av den pågående coronaviruspandemin. Omröstningen sker genom alternativröstning. För att väljas krävs minst hälften av det totala antalet väljare i valkretsen. Valkretsarna förblir de samma som vid valet av de 90 ursprungliga pärerna, vilket innebär att valmanskåren ibland kan vara så liten som två eller tre personer.

## Fortsatta reformer och reformförslag
Regeringen Blair hade avsikten att fortsätta reformera överhuset, för att även de 92 kvarvarande pärerna ska uteslutas. En rapport lades fram 2007, och år 2010 fanns även långtgående arbete med lagförslag. Trots det har något skarpt lagförslag inte behandlats i parlamentet.
David Camerons och Nick Cleggs koalitionsregering mellan Konservativa partiet och Liberaldemokraterna förberedde också ett lagförslag, som skulle halvera antalet ledamöter i överhuset och göra 80 % av ledamöterna till valda ledamöter med en mandattid om 15 år, utan möjlighet att väljas för en ny mandatperiod. Förslaget saknade dock stöd i den konservativa partigruppen i underhuset, och övergavs 2012.
Genom ny lagstiftning 2014 tillåts pärer att gå i pension eller avgå, samt att uteslutas för att ha varit frånvarande under en hel parlamentssession. I samband med att Engelska kyrkan för första gången biskopsvigde en kvinna i juli 2015 ändrades lagstiftningen återigen, så att även kvinnliga biskopar kan sitta i överhuset. Som första kvinnliga andliga lord introducerades Rachel Treweek i överhuset den 25 oktober 2015, av Justin Welby, ärkebiskop av Canterbury, och Richard Chartres, Biskop av London. Under 2015 infördes även lagregler som gör det möjligt att utesluta pärer till följd av grov brottslighet.
Ett enskilt lagförslag av Lord Grocott (Labour) om att avskaffa fyllnadsvalen, och därmed helt avveckla ärftliga pärsvärdigheter från överhuset, blockerades 2016 av den konservativa pären Lord Trefgarne.

## Källförteckningar
1. ↑  ”House of Lords Act 1999 (c 34)” (på engelska) (PDF). The National Archives. 12 november 1999. https://www.legislation.gov.uk/ukpga/1999/34/pdfs/ukpga_19990034_en.pdf. Läst 8 januari 2021.  ”An Act to restrict membership of the House of Lords by virtue of a hereditary peerage; to make related provision about disqualifications for voting at elections to, and for membership of, the House of Commons; and for connected purposes.”
2. 1 2 3 4  ”House of Lords Act 1999” (på engelska). United Kingdom Parliament. https://www.parliament.uk/about/living-heritage/evolutionofparliament/houseoflords/house-of-lords-reform/from-the-collections/from-the-parliamentary-collections-lords-reform/lords-reform-1963-1999/houseoflordsact1999/. Läst 8 januari 2021.
3. 1 2  ”Hereditary Peers removed” (på engelska). United Kingdom Parliament. https://www.parliament.uk/about/living-heritage/evolutionofparliament/houseoflords/house-of-lords-reform/overview/hereditarypeersremoved/. Läst 8 januari 2021.
4. ↑  ”House of Lords Act 1999 (c 34)” (på engelska) (PDF). The National Archives. 12 november 1999. https://www.legislation.gov.uk/ukpga/1999/34/pdfs/ukpga_19990034_en.pdf. Läst 8 januari 2021.  ”No-one shall be a member of the House of Lords by virtue of a hereditary peerage.”
5. ↑  ”House of Lords Act 1999 (c 34)” (på engelska) (PDF). The National Archives. 12 november 1999. https://www.legislation.gov.uk/ukpga/1999/34/pdfs/ukpga_19990034_en.pdf. Läst 8 januari 2021.  ”Section 2, Subsection 2”
6. ↑  ”House of Lords Act 1999 (c 34)” (på engelska) (PDF). The National Archives. 12 november 1999. https://www.legislation.gov.uk/ukpga/1999/34/pdfs/ukpga_19990034_en.pdf. Läst 8 januari 2021.  ”Section 2, Subsection 4”
7. ↑  ”House of Lords Act 1999 (c 34)” (på engelska) (PDF). The National Archives. 12 november 1999. https://www.legislation.gov.uk/ukpga/1999/34/pdfs/ukpga_19990034_en.pdf. Läst 8 januari 2021.  ”Section 3”
8. ↑  ”Snowdon leads Lords converts” (på engelska). British Broadcasting Corporation. 2 november 1999. http://news.bbc.co.uk/1/hi/uk_politics/503329.stm. Läst 8 januari 2021.
9. ↑  ”The London Gazette, utgåva 55672” (på engelska) (pdf). 19 november 1999. sid. 12349. https://www.thegazette.co.uk/London/issue/55672/page/12349. Läst 8 januari 2021.